# Sjur Røthe
Sjur Røthe, född den 2 juli 1988, är en norsk längdskidåkare.
Han debuterade på världscupen i mars 2009 i Trondheim men fullföljde inte loppet. I november samma år vann Røthe sina första världscupspoäng i och med artondeplatsen i Beitostølen. Detta följdes av en femtondeplats i ett stafettlopp.
Vid VM i Val di Fiemme 2013 tog han sin första mästerskapsmedalj då han knep bronset i skiathlon.
På klubbsidan representerar han Voss IL.
Experter och TV-kommentatorer har hyllat Røthe som en av de mest tekniska längdskidåkarna.
Vid VM i Seefeld 2019 vann han guld i skiathlon.